# Massimo Ghini
Massimo Ghini (Roma, 12 ottobre 1954) è un attore e regista teatrale italiano.

## Biografia
Nato e cresciuto a Roma da padre parmense e da madre romana, separatisi quando lui aveva 3 anni, inizia la sua carriera come animatore in villaggi turistici. Poi come attore di teatro dove ottiene i primi elogi, recitando con registi quali Franco Zeffirelli, Giorgio Strehler, Giuseppe Patroni Griffi e Gabriele Lavia. È a fianco di Vittorio Gassman nell'Otello di Shakespeare, diretto dallo stesso Gassman.
Nei primi tempi lavora anche come doppiatore e speaker radiofonico, stringendo amicizia con altri due aspiranti attori, Fabrizio Bentivoglio e Armando De Razza.
Nel 1979 ottiene la sua prima parte al cinema nel film Speed Cross di Stelvio Massi. Del 1984 il secondo film, Segreti segreti di Giuseppe Bertolucci, in cui interpreta il capitano Felici; nello stesso anno gira lo sceneggiato La neve nel bicchiere di Florestano Vancini. Nel 1986 affianca Ida Di Benedetto nel film La ballata di Eva, diretto da Francesco Longo. Nel 1988 recita nella commedia Compagni di scuola di Carlo Verdone, dove interpreta l'affascinante e cinico onorevole Valenzani. Sempre in quello stesso anno recita nel film TV La sposa era bellissima al fianco di Stefania Sandrelli e Ángela Molina.
Nel 1990 Andrea Barzini lo dirige in Italia-Germania 4-3, dove interpreta uno degli ex compagni di scuola sessantottini, Federico; l'anno successivo affianca Sabrina Ferilli nel film Americano rosso. Intanto continua a lavorare anche come doppiatore, prestando la voce a numerosi attori di Hollywood, su tutti Nicolas Cage in Via da Las Vegas. Ghini è in seguito interprete di numerosi registi del nuovo cinema italiano, come ad esempio Paolo Virzì che lo dirige nella sua pellicola d'esordio del 1994, La bella vita.
Si dimostra attore completo e versatile quando gli vengono offerti ruoli più impegnativi come nel film Senza pelle di Alessandro D'Alatri, dove veste i panni di un autista di autobus, sposato con una bellissima donna corteggiata da un ragazzo con turbe psichiche, oppure in Celluloide (1996) di Carlo Lizzani, dove ripercorre, nella parte di Roberto Rossellini, le fasi della lavorazione di Roma città aperta. Grazie al film di Francesco Rosi, La tregua (1997), ottiene primi riconoscimenti anche a livello internazionale.
Franco Zeffirelli, che già aveva lavorato con lui ai tempi del teatro, gli affida nel 1999 il ruolo di suo padre nel film autobiografico Un tè con Mussolini, tratto dal libro scritto dallo stesso regista. Nello stesso anno, assieme a Valentina Cervi, è diretto da Francis Ford Coppola in uno spot pubblicitario di Illycaffè che omaggia Federico Fellini e Lo sceicco bianco. Nel 2000 lavora accanto a star come Sean Penn e Anne Bancroft in Una notte per decidere di Philip Haas, nella parte di Beppino Leopardi, un gerarca fascista nella Firenze alle soglie della seconda guerra mondiale, mentre nel 2003 Carlo Vanzina lo chiama tra gli interpreti principali per il suo Il pranzo della domenica.
Ma è alle produzioni televisive che si dedica prevalentemente negli anni 2000: nel 2002 interpreta il giovane Angelo Roncalli nella miniserie diretta da Giorgio Capitani, Papa Giovanni - Ioannes XXIII; nel 2002 il dottor Manson nel remake di Fabrizio Costa del celebre sceneggiato La cittadella; nel 2004 il commissario Antonio Lazzaro in La omicidi; nel 2005 l'inventore italiano del telefono, Antonio Meucci, in uno sceneggiato televisivo, e Galeazzo Ciano nella miniserie su Edda Ciano. Nel 2006 insieme a Lunetta Savino è protagonista della serie Raccontami, con la regia di Riccardo Donna e Tiziana Aristarco; nel 2007 appare in Piper di Carlo Vanzina; nel 2008 in Dottor Clown; nel 2009 in Sui tuoi passi e Enrico Mattei - L'uomo che guardava al futuro, nel 2010 in Gli ultimi del paradiso.
Al cinema, in tempi recenti ha partecipato ai cinepanettoni di Neri Parenti: Natale a Miami (2005), Natale a New York (2006), Natale a Rio (2008), Natale a Beverly Hills (2009) e Natale in Sudafrica (2010), Amici miei - Come tutto ebbe inizio (2011), al fianco di Christian De Sica; ma anche a film più impegnati come Guido che sfidò le Brigate Rosse (2007) di Giuseppe Ferrara, dove si racconta della vita dell'operaio sindacalista Guido Rossa e della sua tragica fine, e Tutta la vita davanti (2008) di Paolo Virzì, per il quale ottiene la sua prima candidatura al Nastro d'argento come migliore attore non protagonista. Nel 2011 partecipa come concorrente, e vince, a Lasciami cantare!. Nel 2012 recita e canta nel musical La Cage aux Folles.
Convinto da Sabrina Ferilli, prende parte al progetto del nuovo canale Agon Channel conducendo il 26 novembre 2014 la serata-lancio del canale insieme a Simona Ventura.
Nel 2015, di nuovo in coppia con Christian De Sica, torna al cinema con il cinepanettone Vacanze ai Caraibi per la regia di Neri Parenti.
Nel 2016 è protagonista accanto a Vincenzo Salemme del film Non si ruba a casa dei ladri, diretto da Carlo Vanzina.
Nel 2018 partecipa al film corale A casa tutti bene, diretto da Gabriele Muccino. Sempre nel 2018 è protagonista del film Natale a 5 stelle. Nel 2020 prende parte alla serie televisiva Vivi e lascia vivere.

## Vita privata
Nel 1986 ha una relazione con l'attrice Sabrina Ferilli, che finisce un anno dopo, quando sposa l'attrice Nancy Brilli, conosciuta sul set della miniserie televisiva diretta da Alberto Lattuada Due fratelli: il matrimonio dura tre anni.
Da una relazione con Federica Lorrai nascono i gemelli Camilla e Lorenzo, nel 1994. Dal 2002 è sposato con la costumista Paola Romano, da cui ha avuto i figli Leonardo (1996) e Margherita (1999).
Massimo Ghini, ereditando la passione per la politica dal padre, Lorenzo partigiano e militante comunista, è stato presidente nazionale del "Sindacato Attori Italiani-CGIL", nonché presidente di una sezione del PDS di Roma per circa dieci anni. Ha inoltre ricoperto l'incarico di responsabile della cultura del Partito Democratico nel Lazio. Dal 1993 al 1998 è stato consigliere comunale a Roma.
Appassionato del Palio di Siena, è contradaiolo della Contrada della Pantera, ed è anche tifoso della Roma.

## Filmografia

### Cinema

Ghini e Natasha Hovey in Compagni di scuola (1988)

Ghini e Nancy Brilli in Grazie di tutto (1997)

- Speed Cross, regia di Stelvio Massi (1980)
- Segreti segreti, regia di Giuseppe Bertolucci (1984)
- Un'isola, regia di Carlo Lizzani (1986)
- La ballata di Eva, regia di Francesco Longo (1986)
- La sposa era bellissima, regia di Pál Gábor (1986)
- Ellepi, regia di Roberto Malenotti (1987)
- Compagni di scuola, regia di Carlo Verdone (1988)
- Italia-Germania 4-3, regia di Andrea Barzini (1990)
- La battaglia dei tre tamburi di fuoco, regia di Souheil Ben-Barka e Uchkun Nazarov (1990)
- Nel giardino delle rose, regia di Luciano Martino (1990)
- La riffa, regia di Francesco Laudadio (1991)
- Zitti e mosca, regia di Alessandro Benvenuti (1991)
- Americano rosso, regia di Alessandro D'Alatri (1991)
- Una storia semplice, regia di Emidio Greco (1991)
- Persone perbene, regia di Francesco Laudadio (1992)
- Volevamo essere gli U2, regia di Andrea Barzini (1992)
- Cominciò tutto per caso, regia di Umberto Marino (1993)
- Anime fiammeggianti, regia di Davide Ferrario (1994)
- La vera vita di Antonio H., regia di Enzo Monteleone (1994)
- La bella vita, regia di Paolo Virzì (1994)
- Senza pelle, regia di Alessandro D'Alatri (1994)
- Segreto di stato, regia di Giuseppe Ferrara (1995)
- Uomini uomini uomini, regia di Christian De Sica (1995)
- Cuore cattivo, regia di Umberto Marino (1995)
- Celluloide, regia di Carlo Lizzani (1996)
- Va' dove ti porta il cuore, regia di Cristina Comencini (1996)
- Il carniere, regia di Maurizio Zaccaro (1996)
- La tregua, regia di Francesco Rosi (1997)
- Grazie di tutto, regia di Luca Manfredi (1998)
- I giardini dell'Eden, regia di Alessandro D'Alatri (1998)
- Una donna del Nord, regia di Frans Weisz (1998)
- Un tè con Mussolini, regia di Franco Zeffirelli (1999)
- Una notte per decidere, regia di Philip Haas (2000)
- CQ, regia di Roman Coppola (2001)
- Il pranzo della domenica, regia di Carlo Vanzina (2003)
- Sogni di gloria (The Ride), regia di Gaby Dellal (2002)
- Sogni di gloria - La rivincita di Raf, regia di Jeff Jensen (2003)
- Piano 17, regia dei Manetti Bros. (2005)
- Natale a Miami, regia di Neri Parenti (2005)
- Natale a New York, regia di Neri Parenti (2006)
- Guido che sfidò le Brigate Rosse, regia di Giuseppe Ferrara (2007)
- Tutta la vita davanti, regia di Paolo Virzì (2008)
- Natale a Rio, regia di Neri Parenti (2008)
- Natale a Beverly Hills, regia di Neri Parenti (2009)
- Natale in Sudafrica, regia di Neri Parenti (2010)
- Amici miei - Come tutto ebbe inizio, regia di Neri Parenti (2011)
- Outing - Fidanzati per sbaglio, regia di Matteo Vicino (2012)
- Niente può fermarci, regia di Luigi Cecinelli (2013)
- Indovina chi viene a Natale?, regia di Fausto Brizzi (2013)
- Vacanze ai Caraibi, regia di Neri Parenti (2015)
- Non si ruba a casa dei ladri, regia di Carlo Vanzina (2016)
- A casa tutti bene, regia di Gabriele Muccino (2018)
- Un nemico che ti vuole bene, regia di Denis Rabaglia (2018)
- Natale a 5 stelle, regia di Marco Risi (2018)
- L'agenzia dei bugiardi, regia di Volfango De Biasi (2019)
- Vivere, regia di Francesca Archibugi (2019)
- La volta buona, regia di Vincenzo Marra (2019)
- La mia banda suona il pop, regia di Fausto Brizzi (2020)
- Una famiglia mostruosa, regia di Volfango De Biasi (2021)
- Sposa in rosso, regia di Gianni Costantino (2022)
- I cassamortari, regia di Claudio Amendola (2022)
- Ragazzaccio, regia di Paolo Ruffini (2022)
- Amici per la pelle, regia di Pierluigi Di Lallo (2022)
- Un matrimonio mostruoso, regia di Volfango De Biasi (2023)
- Ennio Doris - C'è anche domani, regia di Giacomo Campiotti (2024)
- 30 anni (di meno), regia di Mauro Graiani (2024)
- Ari-cassamortari, regia di Claudio Amendola (2024)

### Televisione
- Anna Kuliscioff – miniserie TV (1981)
- Delitto di stato, regia di Gianfranco De Bosio – miniserie TV (1982)
- Il fascino dell'insolito – serie TV, episodio 3x04 (1982)
- La biondina, regia di Andrea e Antonio Frazzi – miniserie TV (1982)
- Il diavolo al Pontelungo – miniserie TV (1982)
- La maschera e il volto – film TV (1984)
- La neve nel bicchiere, regia di Florestano Vancini – miniserie TV (1984)
- La fronda inutile – serie TV (1986)
- Due fratelli, regia di Alberto Lattuada – miniserie TV (1988)
- La famiglia Ricordi, regia di Mauro Bolognini – miniserie TV (1995)
- Tutti gli uomini sono uguali – serie TV (1997)
- La missione, regia di Maurizio Zaccaro – miniserie TV (1998)
- Un sogno per la vita – film TV (2001)
- Commesse – serie TV (1999, 2002)
- Papa Giovanni - Ioannes XXIII, regia di Giorgio Capitani – miniserie TV (2002)
- La cittadella, regia di Fabrizio Costa – miniserie TV (2003)
- Augusto - Il primo imperatore, regia di Roger Young – miniserie TV (2003)
- La omicidi – serie TV (2004)
- Meucci - L'italiano che inventò il telefono – miniserie TV (2005)
- Edda, regia di Giorgio Capitani – miniserie TV (2005)
- Piper, regia di Carlo Vanzina – film TV (2007)
- Era mio fratello, regia di Claudio Bonivento – miniserie TV (2007)
- Raccontami – serie TV (2006-2008)
- Dottor Clown, regia di Maurizio Nichetti – film TV (2008)
- Sui tuoi passi, regia di Gianfranco Albano – film TV (2008)
- Enrico Mattei - L'uomo che guardava al futuro – film TV (2009)
- Gli ultimi del paradiso, regia di Luciano Manuzzi – miniserie TV (2010)
- Titanic - Nascita di una leggenda (Titanic – Blood & Steel) – miniserie TV (2012)
- Vi perdono ma inginocchiatevi, regia di Claudio Bonivento – film TV (2012)
- Il candidato - Zucca presidente – serie TV (2014-2015)
- Matrimoni e altre follie – serie TV (2016)
- Catturandi - Nel nome del padre – miniserie TV (2016)
- The New Pope – serie TV, 9 episodi (2020)
- Vivi e lascia vivere – serie TV (2020)
- Crazy for Football - Matti per il calcio, regia di Volfango De Biasi – film TV (2021)
- Studio Battaglia – serie TV (2022-2024)
- Gloria, regia di Fausto Brizzi – serie TV (2024)

## Teatro
- Maria Stuarda di Friedrich Schiller, regia di Franco Zeffirelli. Teatro della Pergola di Firenze, 12 febbraio 1983.
- Otello di William Shakespeare
- Alleluja brava gente di Garinei e Giovannini
- Vacanze romane di Pietro Garinei
- Il vizietto (La Cage aux Folles) di Harvey Fierstein e Jerry Herman, tratto dalla commedia omonima di Jean Poiret
- Quando la moglie è in vacanza di George Axelrod, regia di Alessandro D'Alatri
- Ciao di Walter Veltroni, regia di Piero Maccarinelli. Teatro della Pergola di Firenze, 24 marzo 2017.
- Quasi amici, adattamento e regia di Alberto Ferrari (2023)

## Doppiaggio
- Nicolas Cage in Via da Las Vegas
- Bob Hoskins in Pinocchio
- Raúl Juliá in Un sogno lungo un giorno
- Steve Guttenberg in The Day After - Il giorno dopo
- Jacques Perrin in In nome del popolo sovrano
- Ken Marshall in Marco Polo

## Programmi televisivi
- David di Donatello (2003)
- Lasciami cantare! (2011)
- Delitti rock (2011)
- Miss Italia (2013)
- Welcome 33 (2014)
- La TV delle ragazze - Gli Stati Generali 1988-2018 (2018)

### Pubblicità
- Illycaffè (1999)
- Eni (2009)
- Poste Italiane (2010)

## Riconoscimenti
- Nastro d'argento
  - 2018 – Nastro d'argento alla carriera

- Ciak d'oro
  - 1995 – Miglior attore non protagonista per Senza pelle[5]
  - 2018 – Miglior attore non protagonista per A casa tutti bene[6]

- Premio Flaiano
  - 2012 – Premio per il musical per Il vizietto (sezione teatro)[7]
  - 2021 – Migliore interpretazione maschile per La volta buona